# Sinibald I Ordelaffi
Sinibald I Ordelaffi (1336-1386) fou fill de Francesc II Ordelaffi. Es va casar amb Paola Bianca Malatesta filla de Pandolf Malatesta.
El 1376 Forlì es va revoltar i Sinibald va reconquerir la senyoria de Forlì, amb el suport dels gibel·lins. Va ser deposat el desembre de 1385, empresonat al castell de Ravaldino i probablement enverinat l'any següent pels seus nebots Pino II Ordelaffi i Francesc III Ordelaffi que el van succeir.